# Curtonotum
Curtonotum är ett släkte av tvåvingar. Curtonotum ingår i familjen Curtonotidae.

## Dottertaxa tillCurtonotum, i alfabetisk ordning[1]
- Curtonotum amurensis
- Curtonotum angolense
- Curtonotum angustipennis
- Curtonotum anus
- Curtonotum apicale
- Curtonotum arenatum
- Curtonotum balachowski
- Curtonotum bathmedum
- Curtonotum boeny
- Curtonotum brevicorne
- Curtonotum campsiphallum
- Curtonotum ceylonense
- Curtonotum coriaceum
- Curtonotum cuthbertsoni
- Curtonotum decumanum
- Curtonotum fumipenne
- Curtonotum fuscipenne
- Curtonotum gibbum
- Curtonotum helvum
- Curtonotum hendeli
- Curtonotum hendelianum
- Curtonotum herrero
- Curtonotum impunctatum
- Curtonotum keiseri
- Curtonotum maai
- Curtonotum maculiventre
- Curtonotum magnum
- Curtonotum maritimum
- Curtonotum murinum
- Curtonotum neoangustipenne
- Curtonotum nigripalpe
- Curtonotum pantherinum
- Curtonotum pauliani
- Curtonotum platyphallum
- Curtonotum punctithorax
- Curtonotum quinquevittatum
- Curtonotum saheliense
- Curtonotum sakalava
- Curtonotum salinum
- Curtonotum sao
- Curtonotum shatalkini
- Curtonotum simile
- Curtonotum simplex
- Curtonotum sternithrix
- Curtonotum striatifrons
- Curtonotum stuckenbergi
- Curtonotum taeniatum
- Curtonotum tigrinum
- Curtonotum trypetipenne
- Curtonotum tumidum
- Curtonotum vulpinum